# Vis Facula
Vis Facula est une zone brillante sur Titan, satellite naturel de Saturne.

## Caractéristiques
Vis Facula est centrée sur 7,0° de latitude nord et 138,4 de longitude ouest, et mesure 215 km dans sa plus grande dimension.

## Observation
Vis Facula a été découverte par les images transmises par la sonde Cassini.
Elle a reçu le nom de Vis, une île de Croatie.